# Bolesław Wieniawa-Długoszowski
Bolesław Ignacy Florian Wieniawa-Długoszowski (22. července 1881 Maksymówka – 1. července 1942 New York) byl polský generál, politik, diplomat a pobočník Józefa Piłsudského. V roce 1939 se stal formálně na jeden den prezidentem Polské republiky.

## Život
Narodil se na rodinném statku nedaleko Stanisławówa (tehdy součást Rakouska-Uherska, nyní město Ivano-Frankivsk na Ukrajině). V roce 1877 jeho rodina koupila panství v Bobowě, v centru chasidského života v Polsku. S místními Židy měla dobré vztahy. Střední školu navštěvoval ve Lvově, maturoval nakonec v Nowém Sączi roku 1900. Následně vystudoval medicínu na Univerzitě Jana Kazimierze (nyní Lvovská univerzita), absolvoval v roce 1906. Na univerzitě se poznal například s dekadentem Stanisławem Przybyszewskim.
Poté se přestěhoval do Berlína, kde strávil rok na Akademii výtvarných umění. V roce 1907 se přestěhoval do Paříže. Žil na Montparnassu. Pracoval jako soukromý lékař, ale také se stýkal s mnoha polskými umělci, kteří zde žili a sdílel s nimi jejich bohémský způsob života. Mnozí byli členy hnutí Mladé Polsko. V roce 1911 založil spolu se sochařem Stanisławem Kazimierzem Ostrowskim Sdružení polských umělců (Towarzystwo Artystów Polskich). V Paříži psal i vlastní básně a překládal do polštiny Baudelaira.
Stále více se ale zajímal i o vojenské otázky. V roce 1912 založil Cercle parisien des sciences militaires spolu s Waclawem Sieroszewskim, Andrzejem Strugem a dalšími. Následující rok se tato skupina připojila k hlavnímu střeleckému svazu (Związek Strzelecki "Strzelec"), kde se v prosinci 1913 setkal s Józefem Piłsudskim. Ten ho přiměl odvrátit se od umění a bohémství k práci pro vlast. 
V roce 1914 se přestěhoval do Krakova a vstoupil do První kádrové roty, která bojovala na rakousko-uherské straně proti Rusku. V říjnu 1914 se stal velitelem čety eskadrony 1. hulánského pluku polských legií. Během bojů v letech 1914–1915 byl povýšen na poručíka. V srpnu 1915 se přesunul ke zvláštní skupině ve Varšavě. Brzy se zde stal pobočníkem Józefa Piłsudského. V roce 1918 byl vyslán na misi do sovětského Ruska. Měl zde přesvědčit armádu generála Józefa Hallera, která byla tehdy na Ukrajině, aby podpořila Piłsudského (v tomto úkolu neuspěl). Podařilo se mu ale spojit se s francouzskou vojenskou misí v Moskvě. Když pak francouzským diplomatickým vlakem mířil do Paříže, kde měl navázat kontakt s francouzskou vládou, byl zatčen Čekou před Murmanskem. Byl pak vězněn ve věznici Taganka. Osvobozen byl díky intervenci své budoucí manželky Bronisławy Wieniawa-Długoszowské, jejíž tehdejší manžel znal osobně Felixe Džerdžinského. (Oženil se s ní 2. října 1919 v Nowém Gawłówě).
Jako pobočník Józefa Piłsudského během polsko-sovětské války pomáhal organizovat Vilniuskou ofenzivu a bitvu o Varšavu. Bojů se zúčastnil také jako velitel 1. jezdecké divize. 
V meziválečných letech byl proslulou postavou varšavského literárního a společenského života. Měl rezervovaný stůl v mezipatře kavárny Mała Ziemiańska, u něhož často sedávali Julian Tuwim nebo Jan Lechoń. Aleksander Wat vzpomínal, že když byl vládou druhé polské republiky zatčen (byl vydavatelem levicového časopisu Miesięcznik Literacki), Wieniawa-Długoszowski mu do vězení osobně posílal vodku a kaviár. 
V listopadu 1921 se Wieniawa-Długoszowski stal polským vojenským atašé v Bukurešti. Dojednal polsko-rumunskou úmluvu, která byla podepsána v roce 1922. V roce 1926 složil zkoušky na střední válečné škole. Brzy se stal velitelem 1. pluku lehké kavalerie Józefa Piłsudského, nejprestižnější polské jezdecké divize. Velel jí až do roku 1930. V roce 1926 byl jedním z důstojníků, kteří pomáhali organizovat květnový převrat.
V letech 1930–1932 byl velitelem I. jezdecké divize. V roce 1932 byl povýšen prezidentem Ignacy Mościckim na brigádního generála. Od roku 1932 do 14. května 1938 byl velitelem II. jezdecké divize. V roce 1938 byl povýšen na generálmajora. Od roku 1938 do 13. června 1940 byl polským velvyslancem v Římě.
Dne 17. září 1939 ho odstupující prezident Ignacy Mościcki jmenoval svým nástupcem. Ve stejný den bylo Polsko napadeno Sovětským svazem a Wieniawa odjel vlakem z Říma do Paříže, aby se ujal své nové funkce. Jeho jmenování však odmítli Francouzi a postavil se proti němu i Władysław Sikorski. V některých seznamech polských prezidentů tak je Wieniawa-Długoszowski opomíjen. Po kapitulaci Francie emigroval přes Lisabon do New Yorku.
Od Władysława Sikorského nemohl získat žádnou pozici v polské armádě, protože byl součástí Piłsudského sanačního hnutí, které vládlo Polsku v letech 1926 až 1939, a proti kterému se Sikorski stavěl. Přestěhoval se do Detroitu, kde byl jmenován šéfredaktorem časopisu Franka Januszewského Dziennik Polski. Nakonec ho 18. dubna 1942 Sikorski jmenoval aspoň velvyslancem exilové vlády pro Kubu, Dominikánskou republiku a Haiti se sídlem v Havaně. Dne 20. června 1942 v New Yorku spoluzaložil Národní výbor Američanů polského původu. Byl silně pro udržení východních území Polska, byl kritický k Sikorskému a vůbec nevěřil Stalinovi. Přestěhoval se zpět do New Yorku, kde 1. července 1942 spáchal sebevraždu. Některé zdroje uvádějí, že tak učinil skokem z horního patra své rezidence na adrese 3 Riverside Drive, ale existují i jiné verze.
Jeho ostatky byly 27. září 1990 převezeny do Polska k opětovnému pohřbení na Rakowickém hřbitově v Krakově, kde Wieniawa nyní leží se svými padlými kamarády z polských legií z první světové války.